# 泉州公交602路
泉州公交602路是中华人民共和国泉州市境内的一条公共交通线路，全程16.1公里。起讫点为温陵公交首末站至九日山，运营时间为温陵公交首末站：6:33-18:20；九日山：7:05-18:20

## 历史
- 2000年10月1日，泉州公交发展有限公司（公交集团前身）开通602路旅游公交。初期运行区间为旧车站-九日山，运营时间为6:20-17:30[2][3]，票价为¥1.5/人[4]。使用车辆为10部华夏AC6750Q型无空调汽油客车
- 2001年1月18日，一名男子在乘坐602路闽CY0460号车时，强行要求司机在并非停靠站的中南酒店门口下车，遭到司机拒绝后，该男子纠集其5名同伙对该车驾驶员进行殴打。此后，602路全线暂停运营2小时，当日午后，602路恢复运营[5]
- 2004年9月30日，602路启用无人售票制度[6]，票价变更为一票制¥2.0
- 2005年5月1日，602路延长运营时间，调整为首班6：00，末班17：50
- 2005年12月，602路车场随第二分公司（现更名为东海公司）自原丰泽公交站迁移至新址公交东海站[7]，但起讫站不变
- 2008年3月1日，602路终点自九日山延伸至亿达工业区始发终到[8]，同时，运营时间变更为旧车站:6:10-18:08夏/17:26冬、亿达工业区6:50-18:48夏/18:12冬。
- 2008年11月，602路接手并更换自21路退下的10部亚星JS6800H型柴油空调客车
- 2010年8月1日，602路取消途径后田路口及亿达工业区，并缩线至九日山始发终到
- 2010年10月，602路接手并更换自5路（现K501路）退下[9]的9部大金龙XMQ6762NEG3型柴油空调客车
- 2011年4月，一名七旬老妇过马路时不慎被卷入602路车底，抢救无效身亡。[10]
- 2014年9月，602路自钟楼站过后取消途径北门街、泉山路、西湖路、新华北路、北清东路。改为途径西街、城西路、江滨北路至北清西路后至原线行驶[11]
- 2015年10月，因60路开通需要，划拨一部602路车辆至60路
- 2017年3月17日，因开元寺遗产点周边环境整治需要，602路取消途径西街，改为途径中山北路、北门街、城北路、新华北路至西教堂后原线行驶[12]
- 2017年5月1日，602路取消途径中山北路、北门街、城北路，恢复途径西街、新华北路。
- 2017年6月30日，602路票价由分段计价¥2.0降为一票制¥1.0[13][14]
- 2017年7月1日，因西街东段将实行分时段交通管制。602路取消途径西街、城西路。改为途径西贤路至江滨北路原线行驶。[15][16]
- 2017年12月26日，602路取消途径民权路、旧车站，改为途径温陵南路至泉州汽车站始发终到[17]。并同时接手更换自44路退下的8部中车时代TEG6820BEV01型空调电动巴士，原有8部XMQ6762NEG3退役。
- 2018年2月8日，为配合古城提升改造及“电动福建”的需要，602路自该日起，取消途径温陵南路、涂门街、百源路、南俊路以及新华北路、西街。改为途径温陵路、宝洲街、田安路、丰泽街、温陵北路至东街后，原线行驶至城北路后改为途径城西路北段至西贤路后原线行驶[18]
- 2019年3月，602路与K606路互换配车，接手并更换自K606路退下的6部金旅XML6855JEVW0C型空调电动巴士，原配车调入K606路。并增加自K306路退下的2部XML6855JEVW0C
- 2021年9月15日，应南安市交通运输局《关于全市客运班线和公交线路暂停运营的通告》的要求。602路自当日18:00起暂停运营至10月5日。[19]
- 2021年10月6日，602路自该日起恢复运营。[20]
- 2022年3月15日，因疫情防控工作需要，602路自该日起暂停运营至4月18日。[21]
- 2022年4月19日，602路恢复运营。[22]
- 2022年12月30日，因泉州汽车站已停止运营，自该日起原泉州汽车站更名为温陵公交首末站，泉州汽车站西门更名为温陵路南段。同日，潘山市场更名为招贤社区站。[23]

## 站点
| 路线 | 路线 | 路线 | 所在地区、街道 | 所在地区、街道   | 站点名           | 备注                        |
| ---- | ---- | ---- | -------------- | ---------------- | ---------------- | --------------------------- |
|      |      |      | 鲤城区         | 温陵南路         | 温陵公交首末站   | 起讫站 原名 泉州汽车站      |
|      |      |      | 鲤城区         | 温陵南路         | 温陵路南段       | 原名 中医院、泉州汽车站西门 |
|      |      |      | 丰泽区         | 宝洲街           | 宝洲街西段       | 原名 宏昌宾馆               |
|      |      |      | 丰泽区         | 田安南路         | 泉秀街道办事处   |                             |
|      |      |      | 丰泽区         | 田安南路         | 信和             |                             |
|      |      |      | 丰泽区         | 田安北路         | 后坂街口         |                             |
|      |      |      | 丰泽区         | 田安北路         | 丰泽小区         |                             |
|      |      |      | 丰泽区         | 丰泽街           | 儿童医院         |                             |
|      |      |      | 鲤城区         | 温陵北路         | 九一街口         | 君龙人寿                    |
|      |      |      | 鲤城区         | 温陵北路         | 东湖公园         |                             |
|      |      |      | 鲤城区         | 东街             | 泉州一院         |                             |
|      |      |      | 鲤城区         | 东街             | 钟楼             | 前往西街在此下车            |
|      |      |      | 鲤城区         | 中山北路         | 医大二院鲤城院区 |                             |
|      |      |      | 鲤城区         | 北门街           | 华侨新村         |                             |
|      |      |      | 鲤城区         | 北门街           | 北门街           |                             |
|      |      |      | 鲤城区         | 城北路           | 朝天门           |                             |
|      |      |      | 鲤城区         | 城北路           | 城北路西段       |                             |
|      |      |      | 鲤城区         | 城西路           | 城西路北段       |                             |
|      |      |      | 丰泽区         | 西贤路           | 西郊             |                             |
|      |      |      | 丰泽区         | 西贤路           | 段湖村           | 原名 西苑                   |
|      |      |      | 丰泽区         | 西贤路           | 送客亭           |                             |
|      |      |      | 丰泽区         | 西贤路           | 溪墘村口         |                             |
|      |      |      | 丰泽区         | 北清西路         | 北清西路         | 原名 森利发                 |
|      |      |      | 丰泽区         | 北清西路         | 丰泽实小潘山校区 | 原名 糖厂                   |
|      |      |      | 丰泽区         | 北清西路         | 招贤社区         | 原名 潘山市场               |
|      |      |      | 丰泽区         | 北清西路         | 见龙亭小区南门   | 原名 杏后路口               |
|      |      |      | 丰泽区         | 北清西路         | 糖房中路         |                             |
|      |      |      | 丰泽区         | 北清西路         | 糖房             |                             |
|      |      |      | 南安市         | 丰州路 S215/S307 | 丰州             |                             |
|      |      |      | 南安市         | 丰州路 S215/S307 | 顶堡村           |                             |
|      |      |      | 南安市         | 丰州路 S215/S307 | 侨中路路口       | 原名 丰州镇政府             |
|      |      |      | 南安市         | 丰州路 S215/S307 | 中南酒店         |                             |
|      |      |      | 南安市         | 丰州路 S215/S307 | 九日山           | 起讫站                      |

## 票价
602路计价方式为一票制，票价¥1.0。
- 泉通卡普通卡9折，月票卡乘坐刷1次。敬老卡、爱心卡有效
- 可使用泉城通APP及支付宝、云闪付、微信乘车码支付

## 配车
602路配车数总计8部，其中：
- 金旅XML6855JEVW0C 8部

- 华夏AC6750Q
（2000.9 - 2008.12）
- 亚星JS6800H
（2008.12 - 2010.10）
- 大金龙XMQ6762NEG3
（2010.10 - 2017.12）
- 中车时代TEG6820BEV01
（2017.12 - 2019.3）
- 金旅XML6855JEVW0C
（2019.3 - ）

## 相关
- 泉州公交线路列表